# Alberic II
|  | Per a altres significats, vegeu «Alberic II d'Utrecht». |

Alberic II (911 o 912-Roma 31 d'agost del 954), era fill de Mariozza i d'Alberic I de Spoleto. Va heretar (vers 925) el gran patrimoni del seu avi Teofilacte I. El dia que la mare Mariozza es va casar per tercera vegada (març del 932) va organitzar una revolta popular i va expulsar de la ciutat a Hug de Provença i va fer presonera a la mare a la que va tancar en un convent.
Des de llavors va governar com a senyor absolut imposant també la seva voluntat a son germanastre el Papa Joan XI. Primer es va aliar amb els romans d'Orient i més tard amb Hug de Provença amb el que es va reconciliar. Roma va assolir tranquil·litat després d'un període administrativament anàrquic. El poder religiós i el laic foren separats i no es va interferir en els afers de l'Església però va controlar la seva política. El seu fill Octavià fou elegit Papa (Joan XII), i altres fills i parents (els crescenzi) es van repartir el patrimoni. Els crescenzi van substituir als teofilactes en el govern de Roma fins al 1012.
Alberic fou el fundador del castell de Túsculum vers el 950 però encara no va portar el títol de comte de Túsculum.
Es va casar vers el 937 amb Alda, filla d'Hug de Provença rei d'Itàlia, que va morir abans que el marit, el qual es va casar per segon cop amb Estefania, una dama de la noblesa romana, probablement germana del papa Joan XIII (962-972). Se li coneixen tres fills: Octavià que fou Papa (Joan XII), Donat i Gregori I de Túsculum.